# لعربي كمال
لعربي كمال (بالفرنسية: Kamel Larbi)‏ (20 فبراير 1985 بأنتيب في فرنسا - ) هو مدرب كرة قدم ولاعب كرة قدم فرنسي في مركز الوسط. شارك مع منتخب الجزائر لكرة القدم. أما مع النوادي، فقد لعب مع مولودية وهران ونادي شينوا ونادي فريجوس ونادي لوريان ونادي نيس وES Uzès Pont du Gard ‏ وسينارت موسي ‏ وFC Aurillac Arpajon Cantal Auvergne ‏.

## روابط خارجية
- لعربي كمال على موقع قاعدة بيانات كرة القدم.إي يو (الإنجليزية)
- لعربي كمال على موقع ليكيب (الفرنسية)
- لعربي كمال على موقع ناشيونال فوتبول تيمز (الإنجليزية)
- لعربي كمال على موقع Soccerway.com (الإنجليزية)